# Bangem
Bangem est une commune du Cameroun située dans la région du Sud-Ouest. C'est le chef-lieu du département de la Koupé-Manengouba.

## Géographie
La localité de Bangem est située au pied du volcan du Mont Manengouba (2 411 m) et de ses deux lacs de cratère mâle et femelle, sur  la route provinciale P17 à 163 km au nord du chef-lieu régional Buéa et à 45 km au nord-ouest de Nkongsamba.
|       | Nguti  | Melong         |
| Nguti | Bangem | Nkongsamba III |
|       | Tombel | Manjo          |

## Population
Lors du recensement de 2005, la commune comptait 21 411 habitants, dont 5 712 pour Bangem Ville.

## Structure administrative de la commune
Outre Bangem proprement dit, la commune comprend les villages suivants  :
- Ballock
- Boka
- Ebase
- Ebonemin
- Ekambeng
- Ekangte
- Elase
- Enyandong
- Epen
- Epenebel
- Mbat
- Mombo
- Muabi
- Muagwekan
- Muaku
- Muandon
- Muanenguba
- Muantah
- Muanyet
- Muaone
- Muasum
- Muebah
- Muekan
- Muelong
- Muesok
- Muetan-Aku
- Ndibse II
- Ngomin
- Njandu
- Njom
- Nkang
- Nkikoh
- Nkongte
- Nteho
- Nyan
- Nzimbeng
- Poala
- Tare

## Aire protégée
Le Parc national de Bakossi (29 320 ha) s'étend sur une partie du territoire communal à l'ouest de Bangem.